# Collins John
Pour les articles homonymes, voir Collins.
Collins John (né 7 octobre 1985 à Zwedru, Libéria) est un footballeur international néerlandais. Il est le frère des footballeurs Ola John et Paddy John. La famille de John a fui le Liberia et émigré aux Pays-Bas après le meurtre de son père, pendant le génocide lors de la guerre civile qui a ravagé le pays.

## Biographie
Collins John apparaît en équipe première au FC Twente, qui le lance dans le football professionnel à l'âge de 17 ans. Ses bonnes performances lui permettent d'être sélectionné en équipes de jeunes néerlandaises, et même de faire plusieurs apparitions avec l'équipe A des Oranje. 
En 2004, il quitte son pays adoptif pour l'Angleterre et le club de Fulham. La saison 2007-08 signe le début des ennuis pour le joueur néerlandais. Perdant au fur et à mesure du temps de jeu, il est prêté au club de Leicester pour une période de trois mois lors de la première partie de saison, avant de passer à Watford en janvier, sans pour autant s'y imposer. 
Lors du mercato d'été 2008, Fulham choisit de le prêter au pays, au NEC Nimègue, en espérant qu'il puisse s'y relancer. Il ne joue pourtant que les utilités aux Pays-Bas, ne jouant que des bribes de match. Pire, il entre en conflit avec l’entraîneur Mario Been, et est renvoyé en réserve, avant de voir son prêt écourté en mars 2009.
En fin de contrat en Angleterre, John tente de rebondir en Belgique, au club de Roulers. Mais son étiquette d'ex-étoile montante du football néerlandais le poursuit, et le joueur, peu décisif dans une équipe empêtrée dans le bas de tableau est progressivement mis à l'écart. À la suite d'une divergence d'opinion avec l’entraîneur Dennis Van Wijk début décembre 2009, il est d'abord mis à l'écart avant de voir son contrat rompu deux semaines plus tard. Il finit la saison aux États-Unis, aux Chicago Fire, qui ne le conservent pas et le libèrent en novembre 2010.
La suite est un tour du monde où le joueur est bien peu sur les terrains de football. En janvier 2011, il signe au FC Gabala, en Azerbaïdjan, puis au MES Sarcheshmeh (Iran) en novembre 2011. 
Il tente un retour sur les pelouses anglaises avec le club de Barnet FC en septembre 2012, où il est continuellement gêné par des blessures à répétitions et où il ne joue que deux rencontres officielles. Il finit par rompre son contrat début 2013.
Lors du mercato d'été, Collins John s'engage avec l'équipe polonaise du Piast Gliwice. Là encore, peu utilisé, il quitte le club lors du mercato d'hiver pour retourner aux USA s'engager avec les Pittsburgh Riverhounds (D3). Mais malgré des débuts réussis, il fait savoir qu'il souhaite retourner en Europe et rompt son contrat en juillet 2014.
Lors de l'été 2014, Collins John est en test en Angleterre, à Crawley.

## Palmarès
Pays-Bas espoirs
- EURO Espoirs
  - Vainqueur (1) : 2006

## Carrière internationale
- 2 sélections (0 but) avec les Pays-Bas[1],[2].